# Золотухін Григорій Сергійович
Григорій Сергійович Золотухін (нар. 21 листопада 1911, село Срєдніє Апочкі Старооскольського повіту Курської губернії, тепер Горшеченського району Курської області, Російська Федерація — 20 вересня 1988, Москва) — радянський партійний і державний діяч, міністр заготівель і хлібопродуктів СРСР. Кандидат у члени ЦК КПРС (1956—1966). Член ЦК КПРС (1966—1988). Депутат Верховної Ради СРСР 5—11-го скликань. Герой Соціалістичної Праці (7.12.1973).

## Біографія
Народився в селянській родині.
У 1928—1931 роках — студент Чакинського сільськогосподарського технікуму.
У 1931—1937 роках — завідувач опорного навчального пункту, керуючий навчального господарства, у 1937—1938 роках — виконувач обов'язків директора Чакинського сільськогосподарського технікуму.
У 1938—1939 роках — старший агроном Ржаксинської машинно-тракторної станції Тамбовської області.
Член ВКП(б) з 1939 року.
У 1939—1940 роках — секретар Ржаксинського районного комітету ВЛКСМ Тамбовської області; завідувач відділу селянської молоді Тамбовського обласного комітету ВЛКСМ.
У 1940—1942 роках — помічник 1-го секретаря Тамбовського обласного комітету ВКП(б).
У 1942—1944 роках — 1-й секретар Токарєвського районного комітету ВКП(б) Тамбовської області.
У 1944—1946 роках — секретар Тамбовського обласного комітету ВКП(б).
У 1946—1949 роках — слухач Вищої партійної школи при ЦК ВКП(б).
У 1949—1951 роках — секретар Тамбовського обласного комітету ВКП(б) і завідувач сільськогосподарського відділу Тамбовського обласного комітету ВКП(б).
У квітні 1951 — жовтні 1955 року — 2-й секретар Тамбовського обласного комітету ВКП(б) (КПРС).
У жовтні 1955 — січні 1963 року — 1-й секретар Тамбовського обласного комітету КПРС. У січні 1963 — грудні 1964 року — 1-й секретар Тамбовського сільського обласного комітету КПРС. У грудні 1964 — лютому 1966 року — 1-й секретар Тамбовського обласного комітету КПРС.
12 січня 1966 — 4 травня 1973 року — 1-й секретар Краснодарського крайового комітету КПРС.
13 квітня 1973 — 22 листопада 1985 року — міністр заготівель СРСР.
Указом Президії Верховної Ради СРСР від 7 грудня 1973 року за великі успіхи, досягнуті у Всесоюзному соціалістичному змаганні, і виявлену трудову доблесть у виконанні прийнятих зобов'язань по збільшенню виробництва і продажу державі зерна та інших продуктів землеробства в 1973 році Золотухіну Григорію Сергійовичу присвоєно звання Героя Соціалістичної Праці з врученням ордена Леніна і золотої медалі «Серп і Молот».
22 листопада 1985 — 5 квітня 1987 року — міністр хлібопродуктів СРСР.
У квітні 1987 — 20 вересня 1988 року — радник при Раді Міністрів СРСР.
Помер 20 вересня 1988 року. Похований на Новодівочому цвинтарі Москви.

## Нагороди
- Герой Соціалістичної Праці (7.12.1973)
- п'ять орденів Леніна (14.12.1961, 22.03.1966, 27.08.1971, 7.12.1973, 20.11.1981)
- орден Жовтневої Революції (13.08.1986)
- медаль «За трудову доблесть» (25.12.1959)